# Giorgio Bonola

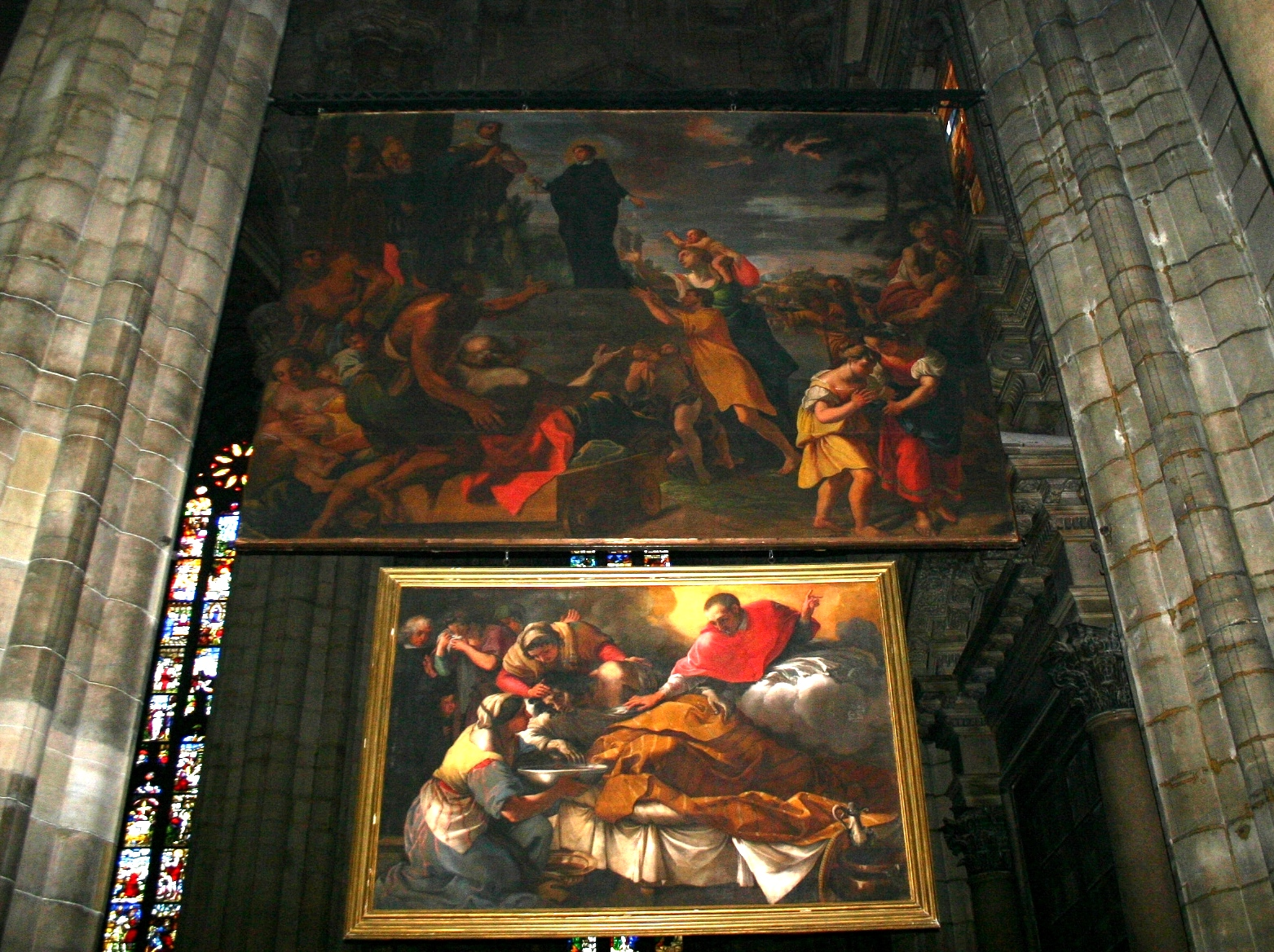
San Carlo destina i suoi averi ai poveri, Duomo di Milano

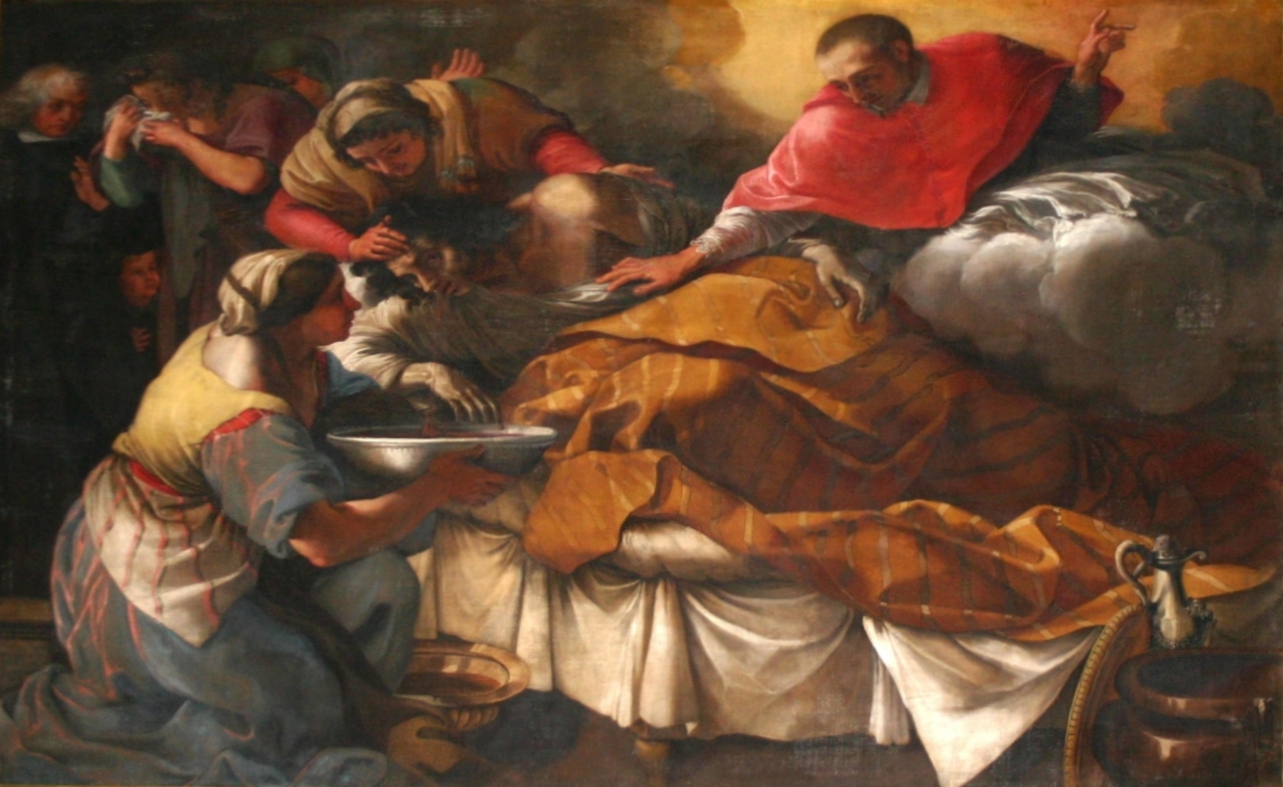
Miracolo di Marco Spagnolo, Duomo di Milano

Giorgio Bonola (Corconio, 1657 – 1700) è stato un pittore italiano attivo a Milano nella seconda metà del diciassettesimo secolo, specializzato nello stile barocco.

## Biografia
Partecipò al grande progetto dei Quadroni di San Carlo, che coinvolse più di cinquanta dipinti di diversi artisti, presente all'interno del Duomo di Milano, in tributo alla vita e ai miracoli di san Carlo Borromeo. Fu anche commerciante e gran collezionista d'arte.
Scrisse un libro riguardo alla sua collezione, Una raccolta di antichi disegni di pittori italiani di varie epoche, e un manoscritto intitolato Codice Bonola, andato perso dopo la sua morte fra gli eredi, fatto che ha dato il via a una distribuzione delle opere della sua collezione in luoghi diversi, come il Museo Nazionale di Varsavia, il museo di Belle arti di Santiago, in Cile.

## Opere
- Tavola, Chiesa parrocchiale di San Rocco, Miasino.
- Carcegna, tela nella Cappella di S. Mauro abate.
- Partecipazione nella realizzazione dei Quadroni di San Carlo, nel Duomo di Milano:
  - Creato abate, San Carlo destina i suoi averi ai poveri (1690)
  - Miracolo di Marco Spagnolo

## Fonti
- Seminario dell'università di Lille : Maria Teresa Arrizoli, La collection de dessins du peintre Giorgio Bonola (1657-1700), aprile 2009.